# Lực lượng Viễn chinh Anh (Thế chiến thứ nhất)
Lực lượng Viễn chinh Anh (British Expeditionary Force) hay BEF là một lực lượng được gửi tới Mặt trận phía Tây trong cuộc Chiến tranh thế giới thứ nhất. Khởi điểm của kế hoạch thành lập lực lượng viễn chinh Anh là cuộc cải cách Haldane của Quân đội Anh do Bộ trưởng Chiến tranh Richard Haldane đề xướng sau cuộc Chiến tranh Boer lần thứ hai (1899–1902).
Thuật ngữ "Lực lượng Viễn chinh Anh" thường chỉ được dùng để chỉ các lực lượng có mặt tại Tây Âu trước khi trận Ypres lần thứ nhất kết thúc vào ngày 22 tháng 11 năm 1914. Cuối năm 1914—sau các trận đánh tại Mons, Le Cateau, Marne, Aisne và Ypres—quân đội chính quy cũ của Anh đã bị hủy diệt, dù họ đã ngăn được bước tiến của quân Đức. Một điểm kết thúc khác có thể đặt cho BEF là ngày 26 tháng 12 năm 1914, khi đội quân này được chia làm Tập đoàn quân số 1 và Tập đoàn quân số 2 (trong giai đoạn sau của cuộc chiến còn có thêm các Tập đoàn quân số 3, 4 và 5). B.E.F. vẫn là tên chính thức của Quân đội Anh tại Pháp và Flanders trong suốt Chiến tranh thế giới thứ nhất.
Tương truyền, Đức hoàng Wilhelm II, người nổi tiếng với thái độ xem nhẹ BEF, đã ban nhật lệnh cho quân đội mình "triệt tiêu...bọn Anh xảo trá và đè bẹp cái đội quân nhỏ bé tầm phào của Tướng French" vào ngày 19 tháng 8 năm 1914. Do đó, trong những năm sau, những người sống sót của quân đội chính quy cũ tự đặt cho mình cái tên là "Những tên tầm phào già" (The Old Contemptibles). Bằng chứng về một mệnh lệnh như vậy do Đức hoàng ban bố chưa hề được tìm ra. Nó có lẽ là tuyên truyền sáng tạo của người Anh, nhưng thường được kẻ đến như một sự thật.